# Gustav Gyula Geyer
Gustav Gyula Geyer (znany też jako Gustav Július Geyer, ur. 15 września 1828 r. w Bielsku, zm. 28 września 1900 w Nowej Wsi Spiskiej) – węgierski przyrodnik, nauczyciel i entomolog amator, zajmujący się głównie lepidopterologią, koleopterologią i dipterologią.
Urodził się w Bielsku (dziś Bielsko-Biała) na Śląsku Cieszyńskim. Jego narodowość jest dyskusyjna – w źródłach węgierskich przedstawiany jest jako Węgier, w słowackich natomiast jako Słowak. W rzeczywistości był śląskim Niemcem, pochodzącym z rodziny, która w XIX w. była właścicielem warsztatów czy fabryczek sukienniczych w Bielsku. W 1840 r. jego ojciec wraz z rodziną przeprowadził się do Lubicy na Spiszu.
Po ukończeniu szkoły podstawowej uczęszczał do gimnazjum w Kieżmarku. Tuż po zdaniu egzaminu maturalnego wziął udział w powstaniu węgierskim 1848 r. W lipcu roku 1849 został ciężko ranny w bitwie pod Bušovcami. Po wyzdrowieniu studiował nauki przyrodnicze na Uniwersytecie Wiedeńskim. Wśród jego profesorów byli znani austriaccy entomolodzy – Ludwig Redtenbacher i Josef Johann Mann. Po studiach pracował jako wychowawca u rodzin szlacheckich na Orawie, Spiszu i w Gemerze. W 1854 r. rozpoczął karierę nauczyciela przyrody: najpierw krótko w szkole żeńskiej w Gielnicy, potem (1856–1871) w gimnazjum w Rożniawie, a następnie do przejścia na emeryturę (1898) w gimnazjum w Nowej Wsi Spiskiej.
Jako entomolog zajmował się głównie zbieraniem i opisywaniem motyli, chrząszczy i muchówek. Zbiory prowadził na terenie żup spiskiej i gemerskiej. Kolekcję Geyera opisał Lajos Abafi w swojej pracy A lepkészet tórténete Magyarországon (Historia motyli na Węgrzech) z 1898 r. Muchówki zebrane w okolicy Rożniawy posłużyły czeskiemu dipterologowi Ferdinandowi Kowarzowi.
Z inicjatywy wiedeńskiego Instytutu Meteorologii Geyer zajmował się również obserwacjami zoo- i fitofenologicznymi w rejonie Rożniawy, Tatr i Nowej Wsi Spiskiej. Wyniki tych obserwacji (główne z nich miały miejsce w okresie 1868–1874) publikował zarówno w węgierskich czasopismach przyrodniczych (Magyar Orvosok és Természetvizsgálók Munkálatai, Kertész Gazda, Természettudományi Közlöny), jak i prasie lokalnej (Zipser Bote, Karpaten Post, Szepesi lapok, Magyarországi Kárpát Egyesület Évkkönyve).
Geyer był członkiem zarządu Węgierskiego Towarzystwa Karpackiego i przyczynił się do założenia Muzeum Karpackiego w Popradzie. Był w tej placówce przewodniczącym sekcji zoologicznej, a jego kolekcje posłużyły do budowania pierwszych ekspozycji z tej dziedziny.